# Кам'яниця Чечотки у Кракові
Кам'яниця Чечотки - історичний багатоквартирний будинок, розташований у Кракові на розі вулиць Вішльна, 1 та св.Анни, 2, в Старому місті.
Кам'яниця була побудована в 1561 році за проектом Габріеля Слонського та Амброжи Морошего. Власником кам'яниці був тодішній бургомістр Кракова Еразм Чечотка (помер у 1587 р.), який «кривавим» чином увійшов в історію міста.
У ХІХ столітті двоповерхову кам'яницю розбудували. До січня 2010 року в будівлі розташовувався краківський філіал мережі «Galeria Centrum».